# طابا
طابا، نام شهر و شهرستانی در استان جنوب سیناء مصر است.این شهر در ساحل خلیج عقبه قرار دارد و نزدیک ترین شهر مصر به اسرائیل است.